# Les Barbouzes
Pour plus de détails, voir Fiche technique et Distribution.
Les Barbouzes est une comédie d'espionnage franco-italien, pastiche des films d'espionnage, réalisée par Georges Lautner, sortie en 1964 au cinéma. L'histoire met en scène une série de personnage typiques voire caricaturaux, parmi lesquels on note ceux des acteurs principaux Lino Ventura, Francis Blanche, Bernard Blier et l'actrice Mireille Darc, une distribution partiellement ou totalement reconstituée dans plusieurs films de Georges Lautner avec des dialogues de Michel Audiard. En France le terme « barbouze » est très souvent employé durant les années 1950 et 1960 pour désigner à la fois un agent de contre-espionnage ou un espion.

## Synopsis
L'histoire commence par la mort d'un riche marchand d'armes, Constantin Benard Shah et de ses obsèques, réunissant autour de sa jeune et très jolie veuve Amaranthe, un quatuor de barbouzes.
Il y a son faux cousin français Francis Lagneau, son faux psychanalyste allemand Hans Müller, son faux frère de lait soviétique Boris Vassilieff et son faux confesseur suisse Eusebio Cafarelli. Tous sont là pour récupérer les secrets et l'héritage de l'industriel (des brevets sur des armes atomiques), mandatés par leurs gouvernements respectifs. Il faut aussi compter avec les dollars de l'Américain O'Brien et la présence de nombreux Chinois dans les passages secrets du château.
Après quelques bagarres homériques, où les alliances se font (Européens contre Américain, Européens contre Chinois) et se défont, Francis réussit à séduire Amaranthe, en lui faisant croire qu’il est célibataire. Ils se rendent à Lisbonne, où les brevets sont cachés. Ayant neutralisé les concurrents à la suite de nouvelles bagarres, ils prennent le train pour Paris., où Amaranthe doit remettre gracieusement les plans au gouvernement français (mais profitera en fait du chèque américain, qu'elle a accepté).

## Fiche technique

Distribution
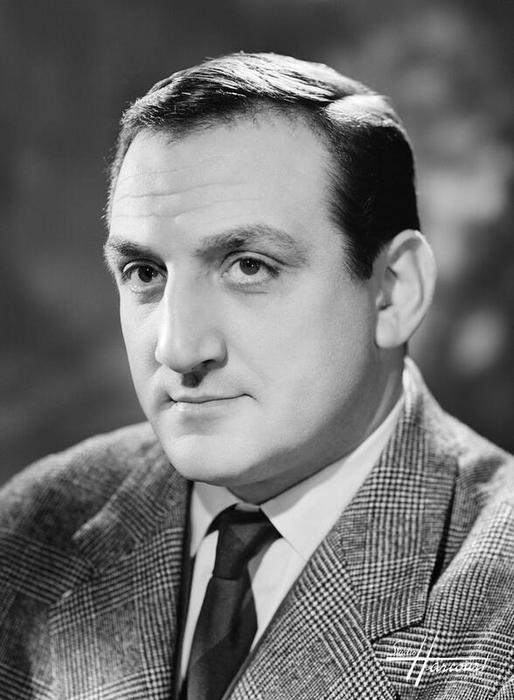
Lino Ventura (Francis Lagneau)
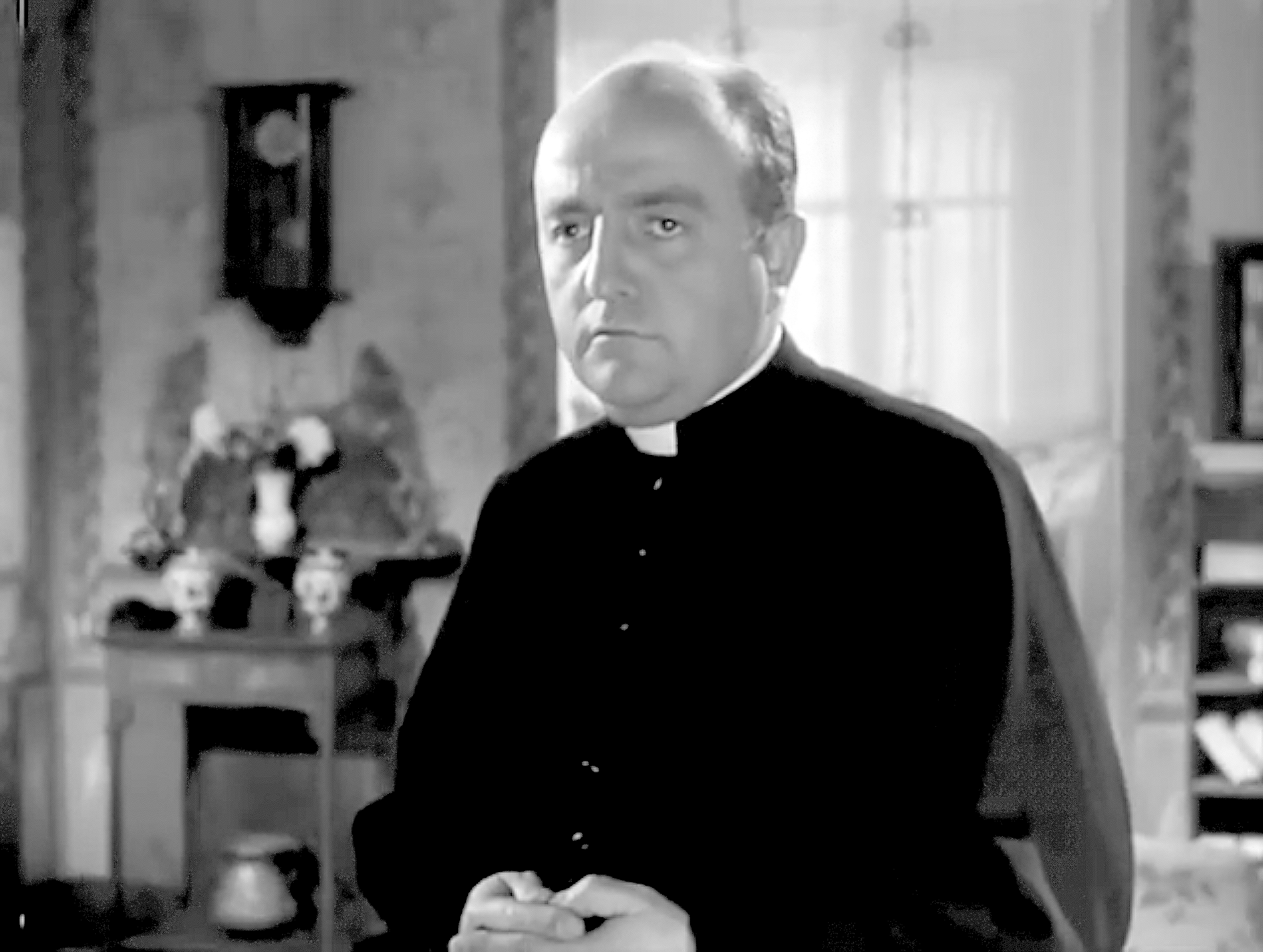
Bernard Blier (Eusebio Cafarelli)
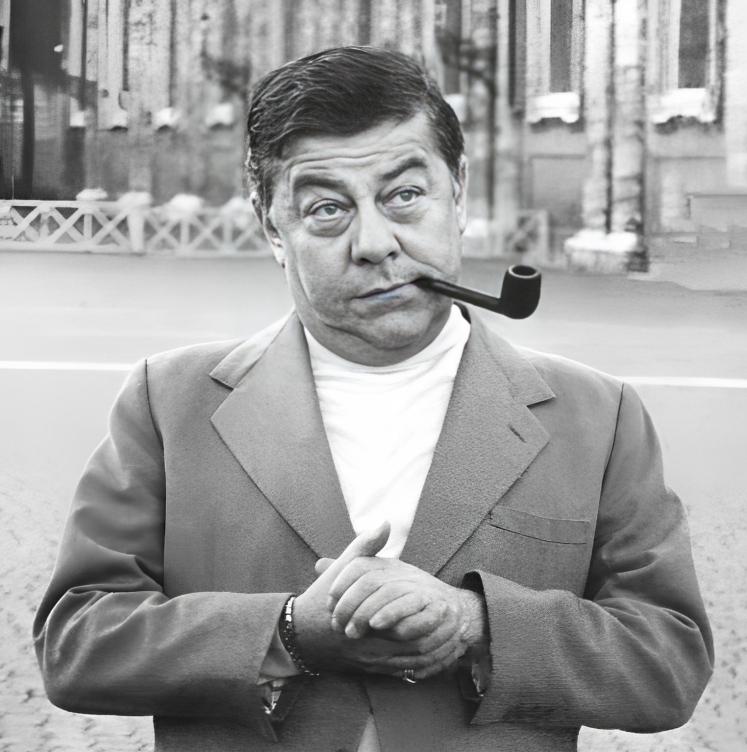
Francis Blanche (Boris Vassilieff)
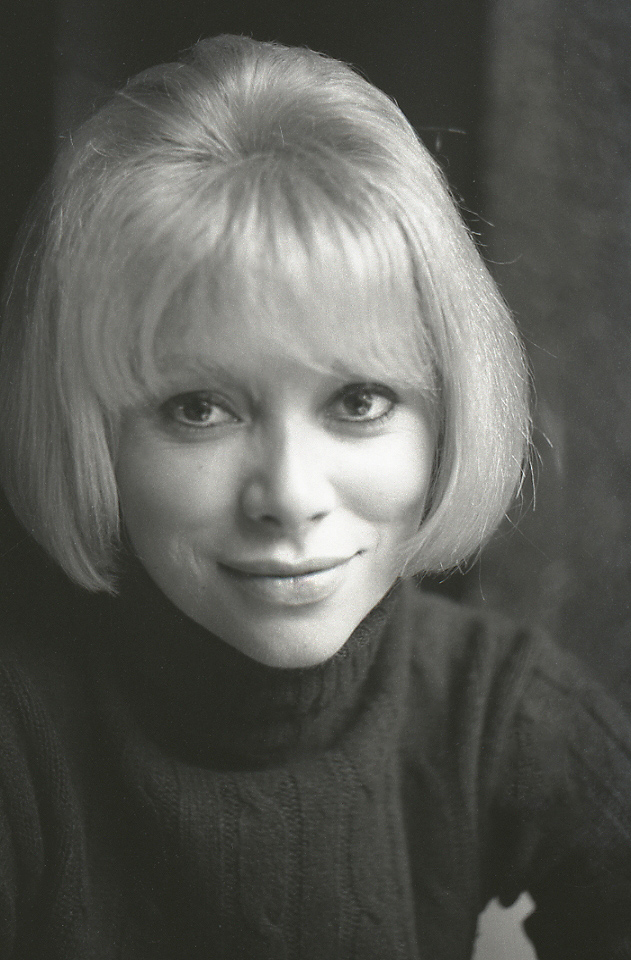
Mireille Darc (Amaranthe-Antoinette)
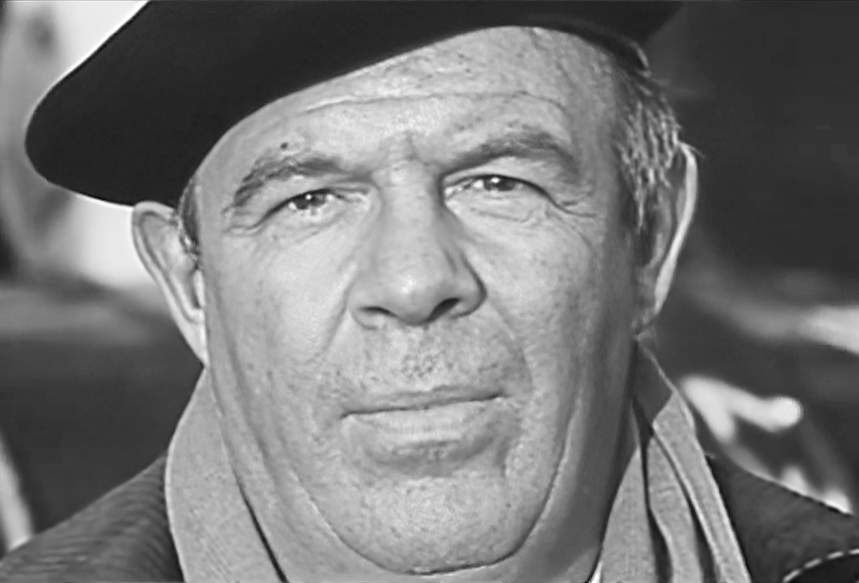
Jess Hahn (Commodore O'Brien)
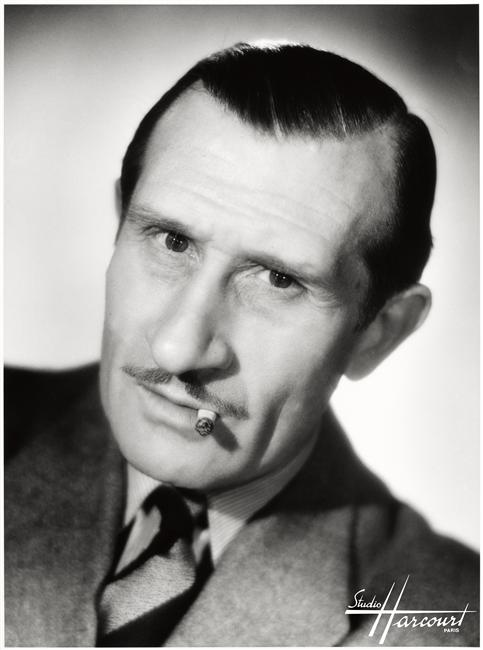
Noël Roquevert (le colonel Lanoix)
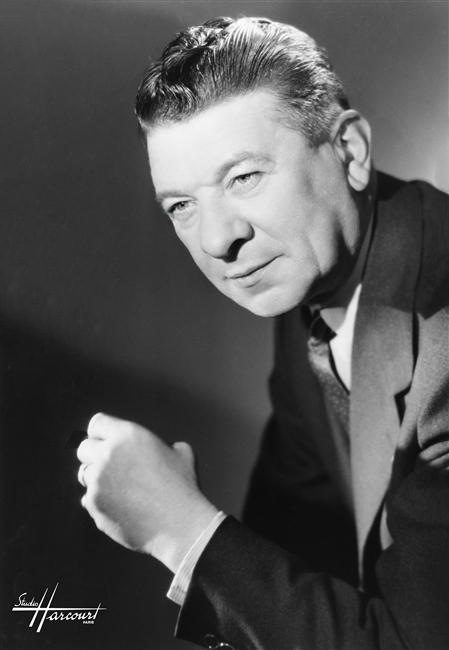
Robert Dalban (un agent)
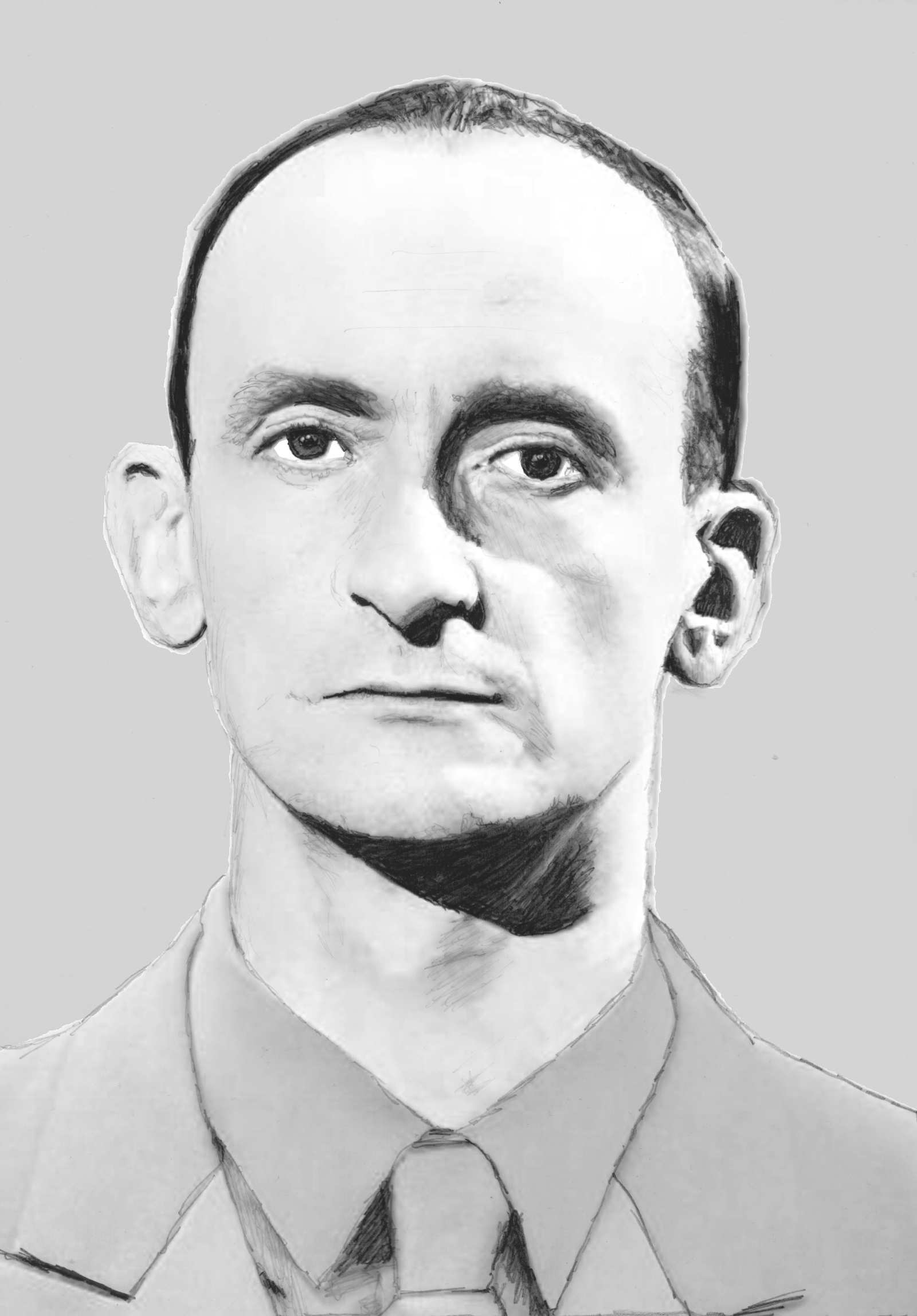
Philippe Castelli (un agent)
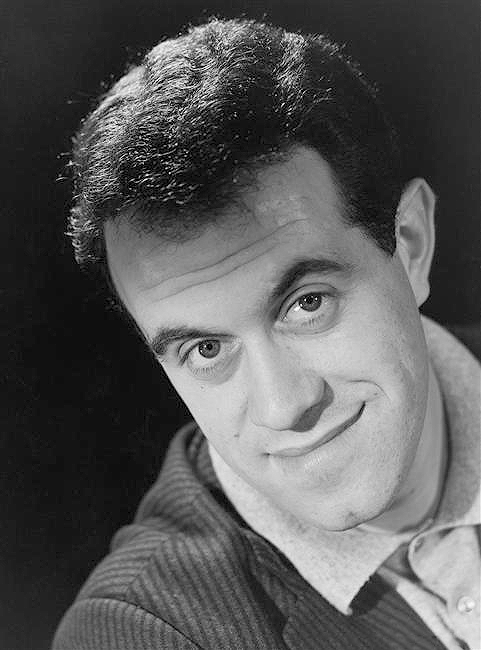
Jacques Balutin (un douanier)
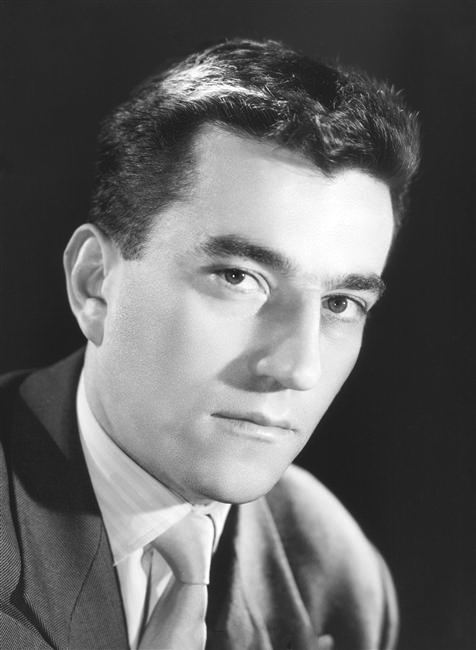
Georges Géret (le 2e agent)

- Réalisation : Georges Lautner
- Scénario : Albert Simonin et Michel Audiard
- Dialogues : Michel Audiard
- Assistants réalisateurs : Claude Vital, Paul Nuyttens, Tristan Fleurquin
- Sociétés de production : Corona Cinematografica, S.N.E. Gaumont, Sicilia Cinematografica et Ultra Film
- Directeur de production : Robert Sussfeld, Jean Mottet
- Producteur délégué : Alain Poiré
- Administrateur de production : Guy Azzi
- Images : Maurice Fellous
- Opérateur : Georges Pastier, assisté de Yves Rodallec et Roland Dantigny
- Musique : Michel Magne - (éditions Hortensia)
- Son : René Longuet, assisté de Pierre Davoust
- Décors : Jacques d'Ovidio
- Montage : Michelle David, assistée de Gina Pignier et Mireille Joly
- Régisseur général : Robert Porte
- Photographe de plateau : Jean-Louis Castelli
- Script-girl : Annie Morel
- Conseiller technique pour les bagarres : Henri Cogan
- Spécialiste karaté : Yuzuru Shoji
- Ensemblier : Louis Germain
- Accessoiriste : Jacques Martin
- Maquillage et coiffures : Micheline Chaperon
- Les chapeaux de Mireille Darc sont de Jean Barthet et les bijoux de René Llonguet
- Les coiffures sont créées par Carita
- Tirage : Laboratoire G.T.C Joinville - Mixages : Poste Parisien Franstudio
- Format : 35mm - Noir et blanc - Ratio 1,66:1
- Pays de production :  France,  Italie
- Langue : français
- Genre : Comédie, espionnage, action, thriller
- Durée : 109 minutes
- Date de sortie[1]
  - France : 10 décembre 1964
- Visa de contrôle cinématographique No 28.664

## Distribution
- Lino Ventura : Francis Lagneau, dit « Petit Marquis », dit « Chérubin », dit « Talon rouge », dit « Falbala », dit « Belles Manières » ; mais aussi « Requiem », dit « Bazooka », dit « La Praline », dit « Belle Châtaigne » dans certains milieux
- Francis Blanche : Boris Vassilieff, dit « Trinitrotoluène »
- Bernard Blier : Eusebio Cafarelli, dit « Le Chanoine »
- Charles Millot : Hans Müller, dit « Le bon Docteur »
- Mireille Darc : Amaranthe Benard Shah, née Antoinette Dubois (comme le précise le colonel Lanoix)
- Jess Hahn : Commodore O'Brien
- André Weber : Rossini, le « fidèle Rudolph », secrétaire de Benard Shah
- Noël Roquevert : Le colonel Lanoix
- Françoise Giret : Mme Pauline, la tenancière de la maison close
- Violette Marceau : Lucienne dite Rosalinde, l'amie d'Amaranthe
- Anne-Marie Blot : Une des filles de Mme Pauline dans les bras desquels Benard Shah meurt d'une crise cardiaque
- Yves Elliot
- Jean-Pierre Moutier : Un employé du colonel
- Michel Duplaix : Le barbouze avec l'agent Fiduc
- Gérard Darrieu : L'agent Fiduc
- Lutz Gabor : Le colonel allemand
- Raoul Saint-Yves : L'employé des wagons-lits
- Philippe Castelli : Le réceptionniste de l'hôtel d'Istanbul
- Robert Secq : Constantin Benard Shah
- Louis Arbessier : Le colonel suisse (dont le visage n'apparaît que lors du générique)
- Jacques Balutin : Un douanier (à peine reconnaissable tant son apparition à la 82e minute est plus que fugace)
- Robert Dalban : L'agent conduisant le camion transportant la dépouille de Benard Shah (non crédité)
- Hubert Deschamps : Le douanier (rôle coupé au montage) (non crédité)
- Dominique Valensi : Une des filles de Mme Pauline (non créditée)
- Luce Bonifassy : La serveuse
- Monique Mélinand : Mme Lagneau (non créditée)
- Michel Dacquin : Le barbouze du train (non crédité)
- Marius Gaidon : L'espion poignardé (non crédité)
- Georges Géret : le 2e agent français dans le train
- Huong Ham-Chan : Le Chinois dans le train (non crédité)
- Pierre-Jean Vaillard : Le narrateur (non crédité)
- Marcel Bernier : Le chauffeur du commodore O'Brien (non crédité)
- Claude Mercutio : le groom turc de l'hôtel

## Production

### Tournage
Le film a été tourné, en partie, au château de Vigny dans le Val-d'Oise.

## Accueil

### Box-office
Sorti en salles en décembre 1964, Les Barbouzes a totalisé 2 430 611 entrées, dont 698 499 entrées à Paris, se classant à la seizième place du box-office français de l'année. Le film resta durant huit semaines dans le top 10 hebdomadaire au box-office parisien, sans toutefois occuper la première place.

## Autour du film
- Le film a été tourné un an après Les Tontons flingueurs et sera suivi par Ne nous fâchons pas en 1966, tous trois mettant en grande vedette l'acteur Lino Ventura.
- Le film contient d'ailleurs quelques clins d'œil aux Tontons flingueurs : lorsque l'abbé Cafarelli est présenté, des photos de Raoul Volfoni (personnage du film Les Tontons flingueurs) dans des situations délicates (affalé dans son bureau après le coup de poing de Lino Ventura, la tête bandée à l'hôpital...) sont montrées pour illustrer les propos.
- Le texte en cyrillique sur la couronne funéraire de Boris Vassilieff comporte une erreur typographique : au lieu de l'inscription tronquée « МОЕМУ ДОРОГОМУ БР(АТУ) » (à mon cher fr(ère)) on lit « МОЕМЧ ДОРОГОМЧ БР » (confusion de la 21e et 25e lettre de l'alphabet cyrillique).
- Au début du film apparaissent les doublures des comédiens...
- La voix-off est celle de Jean Rochefort
- Lino Ventura, André Weber et Jess Hanh sont déjà au générique d'un film d'espionnage de 1957: Action Immédiate de Maurice Labro[5].